# Capítulo (Navajo)

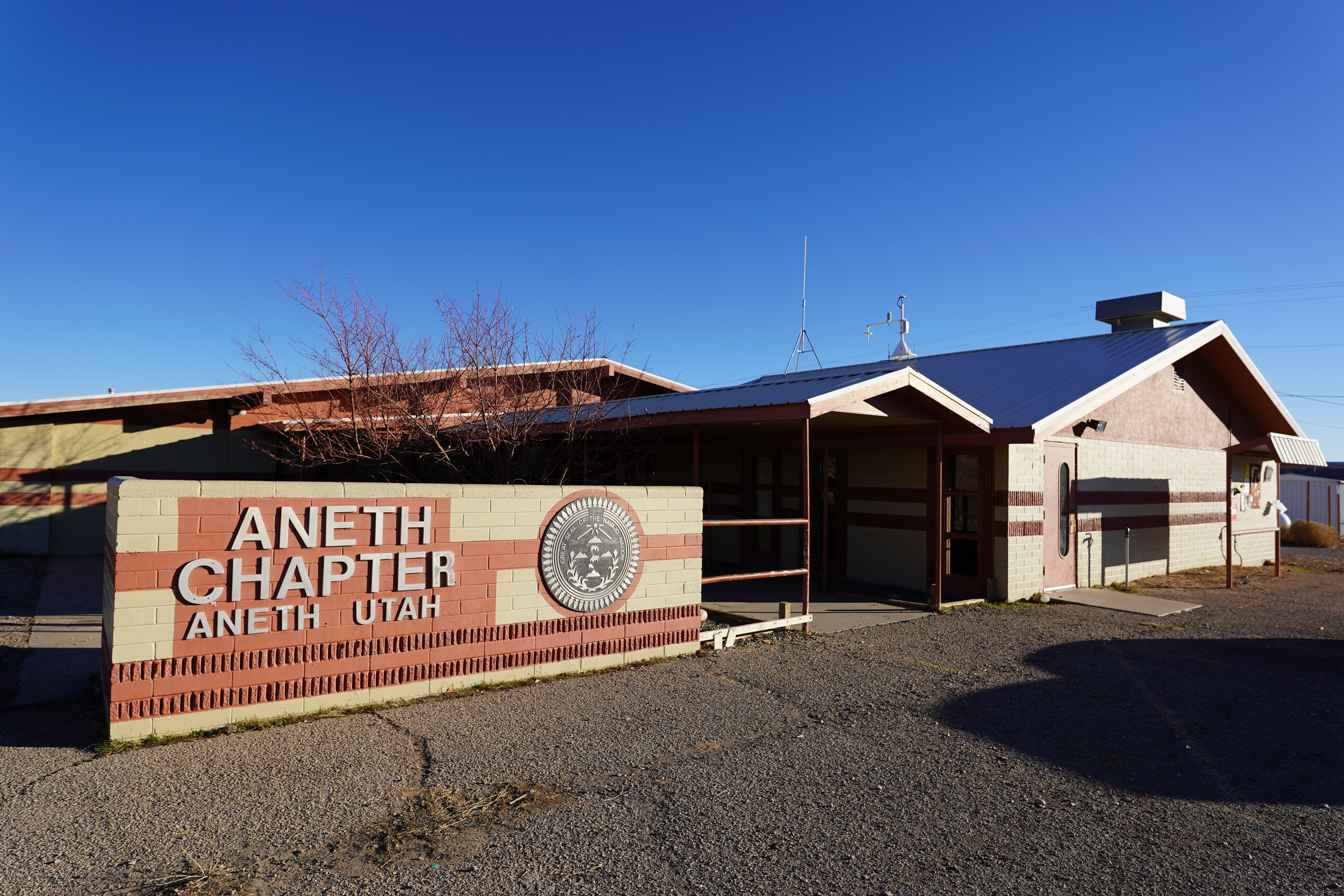
Câmara Capítular de Anet

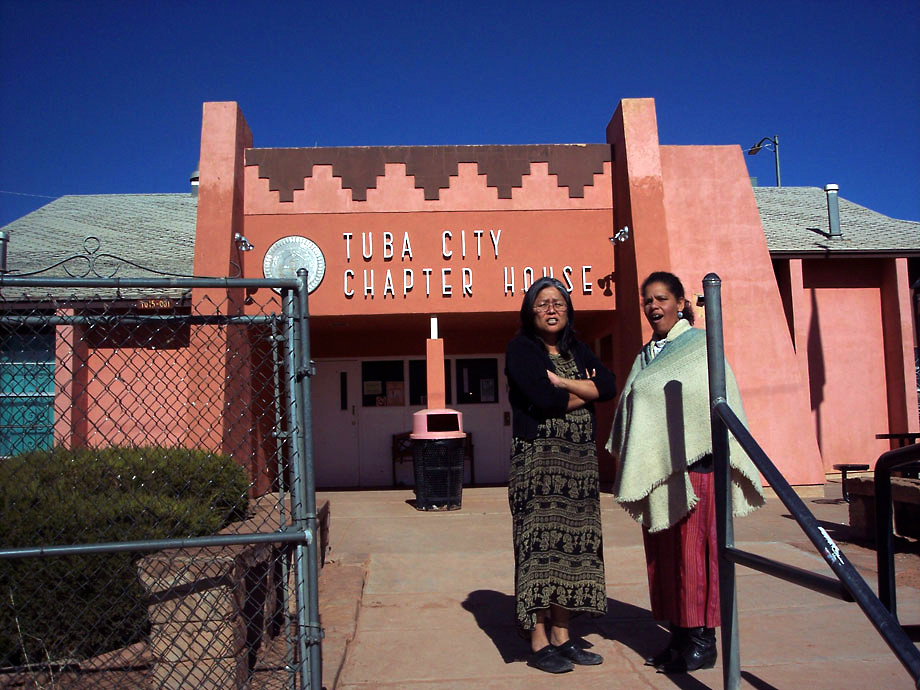
Câmara capitular de Tuba City

Um Capítulo é a forma de governo mais local na Nação Navajo. A Nação é dividida em cinco agências. Cada agência contém capítulos; atualmente existem 110 capítulos, cada um com sua própria casa capitular. Os capítulos são semi-autônomos, podendo decidir a maioria dos assuntos que digam respeito ao seu próprio capítulo. Normalmente, eles se encontram em uma casa do Capítulo (em navajo:  Áłah nidaʼadleeh dah bighan), onde também podem expressar suas opiniões ao Delegado do Conselho da Nação Navajo, embora essas opiniões não sejam vinculativas. Em janeiro de 2004, havia um total de 110 desses locais de reunião. Atualmente são 24 delegados que representam os 110 capítulos. O número de delegados foi reduzido de 88 na eleição de 2010.